# Серро-Гордо (округ, Айова)
Шаблон:StateAbbr_ 43°04′46″ пн. ш. 93°16′01″ зх. д. / 43.079444444444° пн. ш. 93.266944444444° зх. д.
Округ Серро-Гордо (англ. Cerro Gordo County) — округ (графство) у штаті Айова, США. Ідентифікатор округу 19033.

## Історія
Округ утворений 1851 року.

## Демографія
За даними перепису
2000 року
загальне населення округу становило 46447 осіб, зокрема міського населення було 36731, а сільського — 9716.
Серед мешканців округу чоловіків було 22354, а жінок — 24093. В окрузі було 19374 домогосподарства, 12398 родин, які мешкали в 21488 будинках.
Середній розмір родини становив 2,91.
Віковий розподіл населення поданий у таблиці:
| Стать    | До 15 років | 15-21 | 22-29 | 30-39 | 40-49 | 50-65 | 65-85 | Понад 85 |
| -------- | ----------- | ----- | ----- | ----- | ----- | ----- | ----- | -------- |
| Чоловіки | 4563        | 2566  | 1943  | 3009  | 3592  | 3441  | 2932  | 308      |
| Жінки    | 4426        | 2181  | 2007  | 3060  | 3692  | 3748  | 4080  | 899      |

## Суміжні округи
- Ворт — північ
- Мітчелл — північний схід
- Флойд — схід
- Франклін — південь
- Генкок — захід

## Виноски
1. ↑  U.S. Decennial Census. United States Census Bureau. Архів оригіналу за 26 квітня 2015. Процитовано 14 липня 2014.
2. ↑  Historical Census Browser. University of Virginia Library. Архів оригіналу за 11 серпня 2012. Процитовано 14 липня 2014.
3. ↑  Population of Counties by Decennial Census: 1900 to 1990. United States Census Bureau. Процитовано 14 липня 2014.
4. ↑  Census 2000 PHC-T-4. Ranking Tables for Counties: 1990 and 2000 (PDF). United States Census Bureau. Процитовано 14 липня 2014.
5. ↑  State & County QuickFacts. United States Census Bureau. Архів оригіналу за 21 січня 2016. Процитовано 14 липня 2014. [Архівовано 2016-01-21 у Wayback Machine.](англ.) Наведено за англійською вікіпедією.
6. ↑  American FactFinder. Бюро перепису населення США. Архів оригіналу за 26 лютого 2012. Процитовано 31 січня 2008. [Архівовано 2008-05-21 у Wayback Machine.]

| США | Це незавершена стаття з географії США. Ви можете допомогти проєкту, виправивши або дописавши її. |